# Laura Muntz Lyall

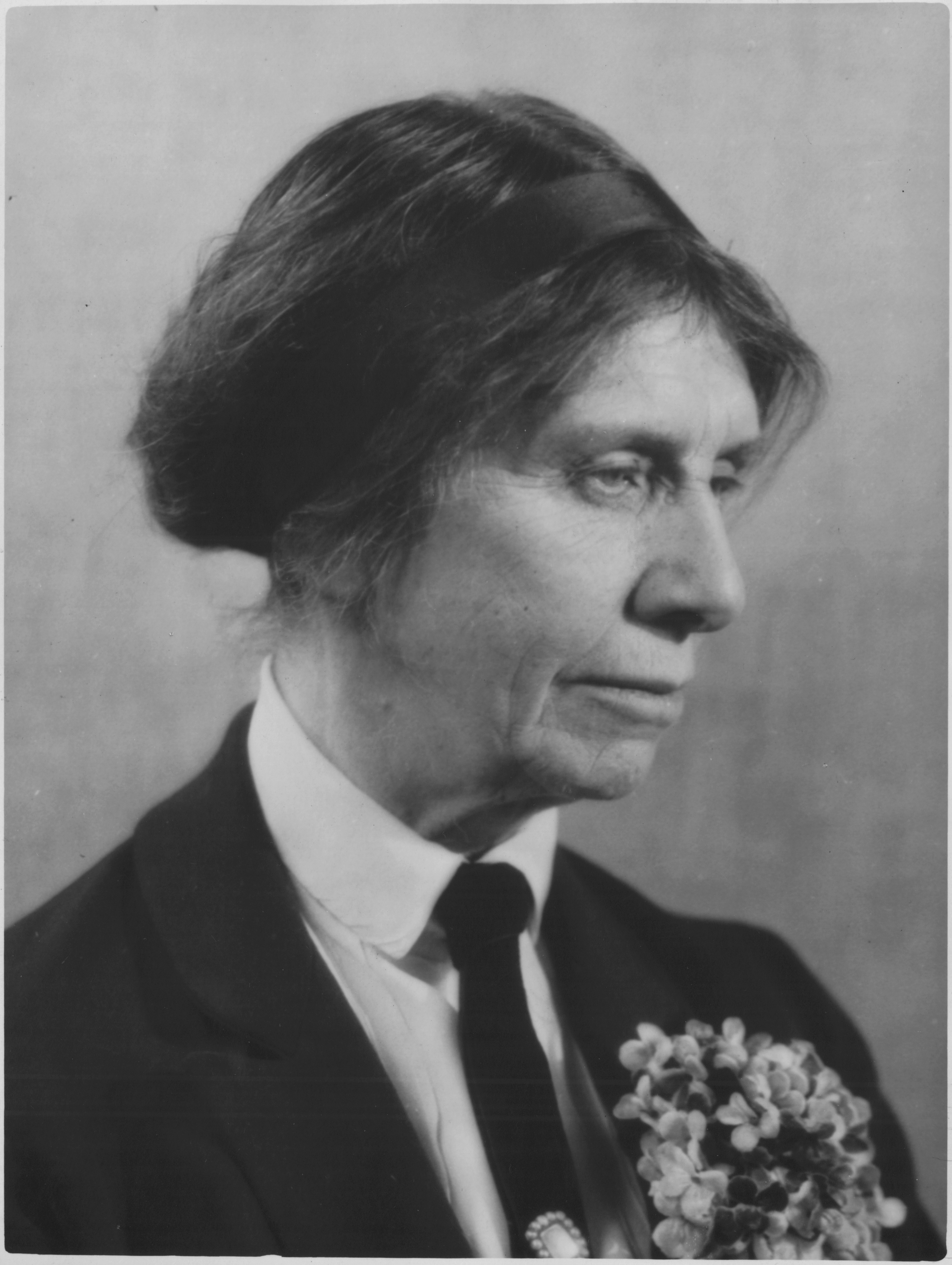
Laura Muntz Lyall (vor 1931)

Laura Adeline Muntz, besser bekannt als Laura Muntz Lyall, (* 18. Juni 1860 in Radford Semele, Warwickshire; † 9. Dezember 1930 in Toronto, Ontario) war eine kanadische Malerin des Impressionismus.

## Leben
Laura Muntz Lyall wurde in England geboren, aber ihre Familie wanderte um 1865 nach Ontario, Kanada, aus. Sie wuchs auf einem Bauernhof im Muskoka District Municipality auf.

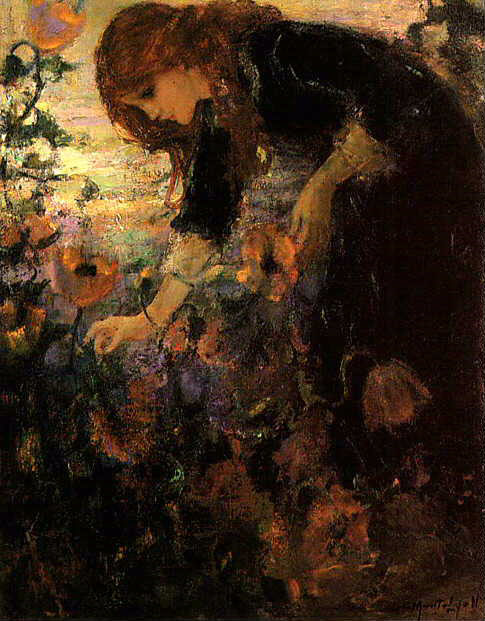
Oriental Poppies, um 1900

Ihre ersten Zeichenstunden erhielt Laura Muntz Lyall bei einem lokalen Maler, der ihr eindringlich zur Fortsetzung des Studiums in Paris riet. Durch ein privates Stipendium hatte sie Gelegenheit, dort an der freien Académie Colarossi Kunst zu studieren. Hier kam sie mit dem Impressionismus in Berührung. Nach ihrer Rückkehr nach Kanada eröffnete sie ein Atelier in Toronto und wurde zum „Associate der Royal College of Art“ (ARCA).
Muntz Lyall war der erste weibliche Künstler Kanadas, der auch außerhalb Kanadas Anerkennung bekam. Im Jahr 1893 stellte sie einige ihrer Werke bei der World Columbian Exposition in Chicago und 1894 in der Société des Artistes Français in Paris aus. Ab 1895 war sie Mitglied der Royal Canadian Academy of Arts. Nach dem Tod ihrer Schwester unterbrach sie ihre Karriere, um deren elf Kinder zu erziehen. Erst im Jahr 1921 widmete sie sich wieder voll und ganz der Malerei. Laura Muntz Lyall starb im Alter von 69 Jahren und ihre sterblichen Überreste wurden auf dem Friedhof Mount Pleasant Cemetery in Toronto bestattet.